# غينيفيف كاديو
غينيفيف كاديو هي مصورة كندية، ولدت في 17 يوليو 1955 في مونتريال في كندا.